# Nivenia corymbosa
Nivenia corymbosa là một loài thực vật có hoa trong họ Diên vĩ. Loài này được (Ker Gawl.) Baker miêu tả khoa học đầu tiên năm 1877.